# Голубково (Вологодский район)
Голубково — деревня в Вологодском районе Вологодской области.
Входит в состав Спасского сельского поселения, с точки зрения административно-территориального деления — в Спасский сельсовет.
Расстояние по автодороге до районного центра Вологды — 15 км, до центра муниципального образования Непотягово — 5 км. Ближайшие населённые пункты — Чашниково, Бирюлево, Спасское, Малиновка.

## Население
| 2002 | 2010 |
| ---- | ---- |
| 20   | ↘15  |

По переписи 2002 года население — 20 человек (11 мужчин, 9 женщин). Всё население — русские.